# Байдовський Сергій Романович
Сергій Романович Байдовський (нар. 21 серпня 1990, Нововолинськ, Волинська область, Українська РСР — пом. 20 лютого 2014, Київ, Україна) — активіст Євромайдану.
Працював інспектором з безпеки лінійної частини магістральних нафтопроводів «Дружба». Рядовий Українського реєстрового козацтва. Убитий снайпером 20 лютого 2014 на вулиці Інститутській у Києві. За суспільним визнанням є в числі «Небесної сотні». Герой України.

## Біографія

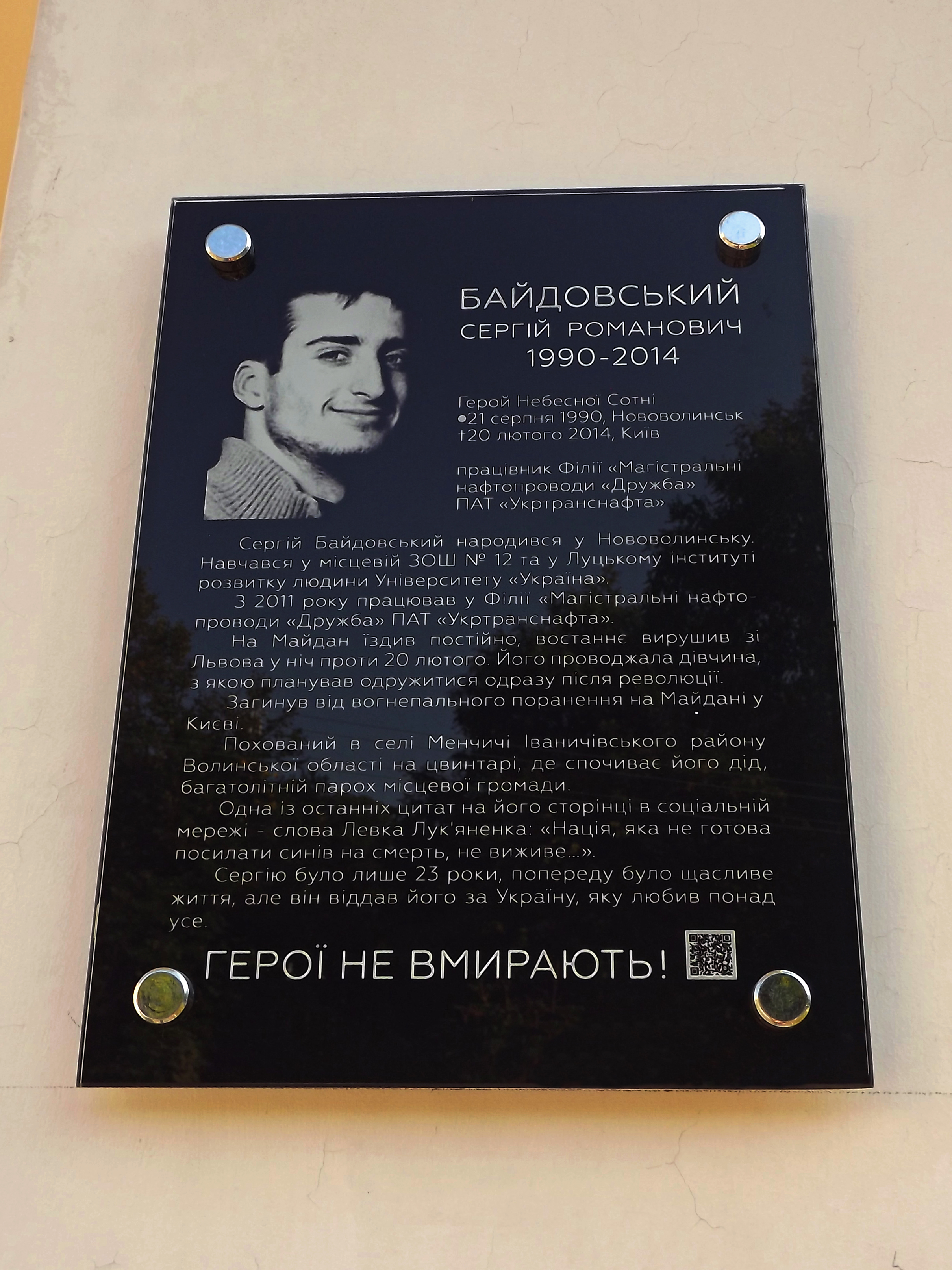
Меморіальна дошка Сергію Байдовському в Дрогобичі

Народився в сім"ї шахтарів у великій родині священика (о. Євген — його дідусь, батько матері). Коли Сергієві було 10 років, мама Марія змушена була поїхати на заробітки в Італію, щоб прогодувати трьох дітей. Згодом батько також почав їздити на заробітки — в Росію. З 13 років Сергій виховувався у селі Менчичі Іваничівського району Волинської області, де жила бабуся. Виховували Сергія дядько Онуфрій і тітка Галина.
У 2007 році Сергій закінчив Соснинську школу. З 2007 року навчався у Луцькому інституті розвитку людини університету «Україна». Дуже любив Луцьк, тому часто приїжджав до нього й після закінчення інституту, хоча любив подорожувати всією Україною, особливо Західною.
Їздив також кілька разів в Італію до мами, але все одно хотів жити в Україні — вірив, що тут житимуть і батьки, і сестра, яка останні роки була в Італії, і брат Олександр, який їздив на заробітки з батьком. Сергій працював на магістральному нафтопроводі «Дружба» в Дрогобичі. Мав звання рядового у складі Українського Реєстрового Козацтва (всеукраїнська громадська організація).

### На Майдані
На Майдан їздив постійно, востаннє вирушив зі Львова у ніч проти 20 лютого 2014 року. Одна із останніх цитат на його сторінці в соцмережі — це слова Левка Лук'яненка: «Нація, яка не готова посилати синів на смерть, не виживе».
Загинув від вогнепального поранення на Майдані у Києві 20 лютого. Похований в селі Менчичі Іваничівського району Волинської області.

### Похорон
В останню дорогу його проводжало 20 тисяч населення міста Луцька та весь рідний Нововолинськ. Сергія поховал під вигуки «Слава!» та «Герої не вмирають!». Чин відспівування відбувся у Верхньому храмі Свято-Троїцького собору міста Луцька. Після чого траурною ходою Героя провели до окраїни міста, співаючи Гімн України.

## Нагороди
- Звання Герой України з удостоєнням ордена «Золота Зірка» (21 листопада 2014, посмертно) — за громадянську мужність, патріотизм, героїчне відстоювання конституційних засад демократії, прав і свобод людини, самовіддане служіння Українському народу, виявлені під час Революції гідності[2]
- Медаль «За жертовність і любов до України» (УПЦ КП, червень 2015) (посмертно)[3]

## Вшанування пам'яті
- 14 травня 2014 року на фасаді приміщення Філії "Магістральні нафтопроводи «Дружба» ПАТ «Укртранснафта» і Дрогобичі встановлено меморіальну табличку працівнику підприємства Сергію Байдовському.
- 19 лютого 2015 року у селищі Іваничі відкрили Стелу пам'яті Героїв Небесної Сотні та вояків, загиблих на Сході України, на якій серед інших імен викарбувано також ім'я Сергія Байдовського.
- По всій Україні є Пам'ятники Героям Небесної Сотні, до яких зокрема належить і Сергій Байдовський.
- Кабінет Міністрів України 15 листопада 2017 р. заснував в числі стипендій імені Героїв Небесної Сотні для студентів та курсантів закладів вищої освіти державної форми власності, які здобувають вищу освіту стипендію імені Сергія Байдовського за спеціальністю «Інженерія програмного забезпечення».[4]
- У місті Нововолинськ названо вулицю його імʼям. Раніше вулиця носила назву Макарова [5]
- У селі Соснина названо ліцей його іменем.[6]

### В літературі
- Київська поетеса Ірина Рассвєтная присвятила Герою вірш[7].